# みつどもえラジオ「3ちゃんねる」
『「みつどもえ」ラジオ3ちゃんねる』（「みつどもえ」らじおさんちゃんねる）は、2010年6月10日から2011年5月16日まで、ランティスウェブラジオ ・インターネットラジオステーション＜音泉＞ ・HiBiKi Radio Stationで隔週で配信されていたテレビアニメ「みつどもえ 増量中!」を応援していくラジオ番組。
| 最終配信回 | 最終配信日    |
| ---------- | ------------- |
| 第23回     | 2011年5月16日 |

## 内容

### パーソナリティー
- 高垣彩陽（丸井みつば役）
- 明坂聡美（丸井ふたば役）
- 戸松遥 （丸井ひとは役）
- 下野紘 （矢部智役）

### コーナー
- 今週の三つ子に聞け!

疑問に思うこと、最近気になっていること、わからないこと、相談・悩み事などを、三つ子に質問するコーナー。
- ふつおたのコーナー

アニメの感想、パーソナリティーへの質問、番組へのメッセージを紹介するコーナー。
- 本気戦隊!やべッ！レンジャ〜!

「やべっち」こと矢部智が本物の教師を目指すべく、投稿された様々な「お題」にチャレンジしていくコーナー。
- みつどもえラジオ川柳

リスナーからの番組に因んだ作品（川柳）を紹介するコーナー。

### テーマソング
- オープニング曲

第1回〜第2回  TVアニメ「みつどもえ」挿入曲
第3回〜第5回  TVアニメ「みつどもえ」オープニング曲 - みっつ数えて大集合!
第6回〜     Webラジオ主題歌 オープニング曲 - まさか三卵性!?
- エンディング曲

第1回〜第2回  TVアニメ「みつどもえ」挿入曲
第3回〜第5回  TVアニメ「みつどもえ」エンディング曲 - 夢色の恋
第6回〜第17回 Webラジオ主題歌 エンディング曲 - 先生はこども？子供はせんせい？
第18回〜 TVアニメ「みつどもえ」、「みつどもえ 増量中!」挿入曲 - 本気戦隊ガチレンジャー

### メール
- 「みつどもえ」ラジオ3ちゃんねる-メールフォーム-

## 放送回
- 第1回〜第12回 偶数週
- 第13回〜 奇数週

| 配信回 | 配信日         | ゲスト                           | ラジオナンバー                                                       | 提供       |
| ------ | -------------- | -------------------------------- | -------------------------------------------------------------------- | ---------- |
| 1      | 2010年6月10日  | -                                | -                                                                    | ランティス |
| 2      | 2010年6月24日  | -                                | みっつ数えて大集合!                                                  | ランティス |
| 3      | 2010年7月8日   | -                                | -                                                                    | ランティス |
| 4      | 2010年7月22日  | -                                | -                                                                    | ランティス |
| 5      | 2010年8月12日  | アツミサオリ                     | まさか三卵性!? ・夢色の恋（弾き語り） ・先生はこども?子供はせんせい? | ランティス |
| 6      | 2010年8月26日  | -                                | ありがたく思いなさいよねっ!!                                         | ランティス |
| 7      | 2010年9月9日   | -                                | ABCよりDEFっス!!                                                     | ランティス |
| 8      | 2010年9月23日  | -                                | -                                                                    | ランティス |
| 9      | 2010年10月7日  | -                                | これでいいのか?〜はちゃめちゃライフ〜                                | ランティス |
| 10     | 2010年10月21日 | -                                | -                                                                    | ランティス |
| 11     | 2010年11月4日  | 斎藤千和・葉山いくみ             | 私はセ・レ・ブ!・悪霊さんいらっしゃい!!                              | ランティス |
| 12     | 2010年11月18日 | 茅原実里・井口裕香・内田彩       | もぅ絶対I♡YOU・佐藤くんが好きでしょうがない隊                        | ランティス |
| 13     | 2010年12月9日  | 斎藤桃子                         | チクビの七変化                                                       | ランティス |
| 14     | 2010年12月23日 | 前山田健一                       | わが名は小学生                                                       | ランティス |
| 15     | 2011年1月6日   | -                                | わが名は小学生・本気戦隊ガチレンジャー                               | ランティス |
| 16     | 2011年1月20日  | -                                | わが名はチェリーボーイ                                               | ランティス |
| 17     | 2011年2月3日   | のみこ                           | ランドセリング☆                                                      | ランティス |
| 18     | 2011年2月21日  | 山本和臣・三瓶由布子・前山田健一 | 青春はハナヂ色                                                       | ランティス |
| 19     | 2011年3月3日   | 大原桃子                         | ウザイカ                                                             | ランティス |
| 20     | 2011年3月17日  | -                                | もうすぐ中学生                                                       | ランティス |
| 21     | 2011年4月14日  | -                                | -                                                                    | ランティス |
| 22     | 2011年4月28日  | -                                | -                                                                    | ランティス |
| 23     | 2011年5月16日  | -                                |                                                                      | ランティス |

## ゲスト（詳細）
2010年
- 第5回（8月12日）アツミサオリ（「みつどもえ」主題歌歌唱 - エンディング曲）
- 第11回（11月4日）斎藤千和 （杉崎みく役）・葉山いくみ（松岡咲子役）
- 第12回（11月18日）茅原実里 （緒方愛梨役）・井口裕香（伊藤詩織役）・内田彩（加藤真由美役）
- 第13回（12月9日）斎藤桃子 （栗山愛子・チクビ役）
- 第14回（12月23日）前山田健一（みつどもえ主題歌、キャラクターソング - 作詞、作曲者）

2011年
- 第17回（2月3日）のみこ（「みつどもえ 増量中!」主題歌歌唱 - エンディング曲）
- 第18回（2月21日）山本和臣（千葉雄大役）・三瓶由布子（佐藤信也役）・前山田健一（みつどもえ主題歌、キャラクターソング - 作詞、作曲者）
- 第19回（3月3日）大原桃子 （宮下役）

## ラジオナンバー（詳細）
みっつ数えて大集合!
歌:丸井みつば（高垣彩陽）・丸井ふたば（明坂聡美）・丸井ひとは（戸松遥）、作詞:畑亜貴、作曲:前山田健一
第2回ラジオナンバー、みつどもえオープニングテーマ
まさか三卵性!?
歌:丸井みつば（高垣彩陽）・丸井ふたば（明坂聡美）・丸井ひとは（戸松遥）、作詞:前山田健一、作曲:俊龍
第5回ラジオナンバー、みつどもえラジオ「3ちゃんねる」オープニングテーマ
夢色の恋（弾き語り）
歌:アツミサオリ、作詞:アツミサオリ、作曲:アツミサオリ
第5回ラジオナンバー、みつどもえエンディングテーマ
先生はこども?子供はせんせい?
歌:ふたば（明坂聡美）&矢部智（下野紘）、作詞:前山田健一、作曲:俊龍
第5回ラジオナンバー、みつどもえラジオ「3ちゃんねる」エンディングテーマ、みつどもえ第13話挿入歌
ありがたく思いなさいよねっ!!
歌:丸井みつば（高垣彩陽）、作詞:前山田健一、作曲:L Mount Garage
第6回ラジオナンバー
ABCよりDEFっス!!
歌:丸井ふたば（明坂聡美）、作詞・作曲:前山田健一
第7回ラジオナンバー、みつどもえ第8話挿入歌
これでいいのか?〜はちゃめちゃライフ〜
歌:丸井ひとは（戸松遥）、作詞・作曲:yozuca*
第9回ラジオナンバー
私はセ・レ・ブ!
歌:杉崎みく（斎藤千和）、作詞・作曲:yozuca*
第11回ラジオナンバー
悪霊さんいらっしゃい!!
歌:松岡咲子（葉山いくみ）、作詞・作曲:前山田健一
第11回ラジオナンバー
もぅ絶対I♡YOU
歌:緒方愛梨（茅原実里）、伊藤詩織（井口裕香）、加藤真由美（内田彩）、作詞・作曲:yozuca*
第12回ラジオナンバー
佐藤くんが好きでしょうがない隊
歌:緒方愛梨（茅原実里）、伊藤詩織（井口裕香）、加藤真由美（内田彩）、作詞・作曲:前山田健一
第12回ラジオナンバー
チクビの七変化
歌:チクビ（斎藤桃子）、作詞・作曲:前山田健一
第13回ラジオナンバー
わが名は小学生
歌:丸井みつば（高垣彩陽）・丸井ふたば（明坂聡美）・丸井ひとは（戸松遥）、作詞・作曲:前山田健一
第14,15回ラジオナンバー、みつどもえ 増量中!オープニングテーマ
本気戦隊ガチレンジャー
歌:遠藤正明、作詞・作曲：遠藤正明、編曲：菊谷知樹
第15回ラジオナンバー、みつどもえ第7話挿入歌
わが名はチェリーボーイ
歌:矢部智（下野紘）、作詞：前山田健一、作曲：下野紘・前山田健一、編曲：前山田健一
第16回ラジオナンバー
ランドセリング☆
歌:のみこ、作詞：島田カイエ、作曲・編曲：corin.
第17回ラジオナンバー、みつどもえ 増量中!エンディングテーマ
青春はハナヂ色
歌:千葉雄大（山本和臣）&佐藤信也（三瓶由布子）
第18回ラジオナンバー
ウザイカ
歌:宮下(大原桃子)
第19回ラジオナンバー
もうすぐ中学生
歌:丸井みつば（高垣彩陽）・丸井ふたば（明坂聡美）・丸井ひとは（戸松遥）
第20回ラジオナンバー

## 関連商品
Webラジオ主題歌 「まさか三卵性!?」
収録曲 2010年9月22日発売 価格：1,200円（税込） 品番：LASA-4070 
- まさか三卵性!?（Webラジオ「3チャンネル」OP） 歌：みつば（高垣彩陽） ふたば（明坂聡美） ひとは（戸松遥）
- 先生はこども?子供はせんせい? （Webラジオ「3ちゃんねる」ED）  歌：矢部 智（下野紘） ふたば（明坂聡美）

### ラジオCD
概要
- 2010年12月22日にLantisからリリースされた。
- ジャケットには、丸井3姉妹と矢部智によるクリスマスパーティーの様子が描かれている。

収録内容
| トラック | 曲名                                       | 時間  |
| -------- | ------------------------------------------ | ----- |
| 01       | オープニング                               | 5:52  |
| 02       | 焼き肉パーティ@前半                        | 15:07 |
| 03       | 本気戦隊ヤベッ!レンジャー!スペシャル!@中盤 | 18:08 |
| 04       | 焼き肉パーティ@後半                        | 9:52  |
| 05       | 三つ子からのメッセージ〜エンディング       | 11:48 |

## 備考
- 第5回放送内にてアツミサオリによる夢色の恋が生で歌われた。
- 第8回放送は9月12日に赤坂BLITZで開催された「みつどもふぇす」での公開録音。
- 第10回放送内にてBD&DVD第3巻の特典に付くラジオCDに収録される秋葉原ロケの模様が配信されている。
- 第11,12回放送はスフィアの活動で戸松遥と高垣彩陽が不在のため下野紘と明坂聡美で配信された。
- 第13回放送は都合により一週遅れて放送される。またこれによって隔週週が奇数週になる。
- 第17,18回放送は都合により戸松遥が不在のため下野紘、高垣彩陽、明坂聡美の3人で配信された。
- 第21回放送は都合により明坂聡美が不在のため下野紘、高垣彩陽、戸松遥の3人で配信された。
- 第22回放送は「みつどもふぇす 増量中!!」のリハーサル中の中で行われた。

## おまけラジオ「駄菓子屋」
『おまけラジオ「駄菓子屋」』（おまけラジオ「だがしや」）は、2010年7月から2011年4月28日まで、みつどもえHPでテレビアニメ「みつどもえ 増量中!」の最新イベント情報、商品情報を駄菓子を食べながら紹介していくアニラジ番組。

### 番組内容

#### パーソナリティー
- アニプレックス：鈴木健太（愛称：駄菓子屋ツイちゃん）

#### コーナー
- お知らせ
- ふつおた

#### 流れ
ミニコント（始まり）　　ツイちゃんが駄菓子を誘う
↓　　　
お知らせ　　　　　　　　みつどもえについて最新情報を発表する
↓
ミニコント（終わり）　　ツイちゃんが家に帰るように言う

#### メール
- 「みつどもえ」ラジオ3ちゃんねる-メールフォーム-
- みつどもえ (@mitsudomoe325) on twitter

### 放送回
- 配信週は特に決まっていない

| 回数 | 配信日         | ゲスト                             |
| ---- | -------------- | ---------------------------------- |
| 1    | 2010年7月      | 戸松遥                             |
| 2    | 2010年7月31日  | 下野紘                             |
| 3    | 2010年8月6日   | 高垣彩陽                           |
| 4    | 2010年8月19日  | 明坂聡美                           |
| 5    | 2010年9月2日   | 戸松遥                             |
| 6    | 2010年9月16日  | 下野紘                             |
| 7    | 2010年9月30日  | 高垣彩陽                           |
| 8    | 2010年10月19日 | 明坂聡美                           |
| 9    | 2010年10月28日 | 明坂聡美・下野紘                   |
| 10   | 2010年11月11日 | 明坂聡美・下野紘                   |
| 11   | 2010年12月2日  | 高垣彩陽                           |
| 12   | 2010年12月16日 | 戸松遥                             |
| 13   | 2010年12月31日 | 高垣彩陽・明坂聡美・戸松遥・下野紘 |
| 14   | 2011年2月4日   | 明坂聡美                           |
| 15   | 2011年2月4日   | 下野紘                             |
| 16   | 2011年2月10日  | 高垣彩陽                           |
| 17   | 2011年4月14日  | 高垣彩陽・戸松遥・下野紘           |
| 18   | 2011年4月28日  | 高垣彩陽・明坂聡美・戸松遥・下野紘 |

### ゲスト（詳細）
2010年
- 戸松遥（丸井ひとは役）

第1回（7月）第5回（9月2日）第12回（12月16日）第13回（12月31日）
- 下野紘（矢部智役）

第2回（7月31日）第6回（9月16日）第9回（10月28日）第10回（11月11日）第13回（12月31日）
- 高垣彩陽（丸井みつば役）

第3回（8月6日）第7回（9月30日）第11回（12月2日）第13回（12月31日）
- 明坂聡美（丸井ふたば役）

第4回（8月19日）第8回（10月19日）第9回（10月28日）第10回（11月11日）第13回（12月31日）
2011年
- 明坂聡美（丸井ふたば役）

第14回（2月4日）第18回（4月28日）
- 下野紘（矢部智役）

第15回（2月4日）第17回（4月14日）第18回（4月28日）
- 高垣彩陽（丸井みつば役）

第16回（2月10日）第17回（4月14日）第18回（4月28日）
- 戸松遥（丸井ひとは役）

第17回（4月14日）第18回（4月28日）